# Sphaerodactylus millepunctatus
Espèce
Statut de conservation UICN

 LC  : Préoccupation mineure
Sphaerodactylus millepunctatus est une espèce de geckos de la famille des Sphaerodactylidae.

## Répartition
Cette espèce se rencontre, :
- au Honduras ;
- au Nicaragua y compris aux îles du Maïs ;
- au Costa Rica.

## Taxinomie
Sphaerodactylus continentalis a été relevée de sa synonymie avec Sphaerodactylus millepunctatus par McCranie et Hedges en 2012

## Publication originale
- Hallowell, 1861 "1860" : Report upon the Reptilia of the North Pacific Exploring Expedition, under command of Capt. John Rogers, U. S. N. Proceedings of the Academy of Natural Sciences of Philadelphia, vol. 12, p. 480-510 (texte intégral).